# Leipziger Funzel

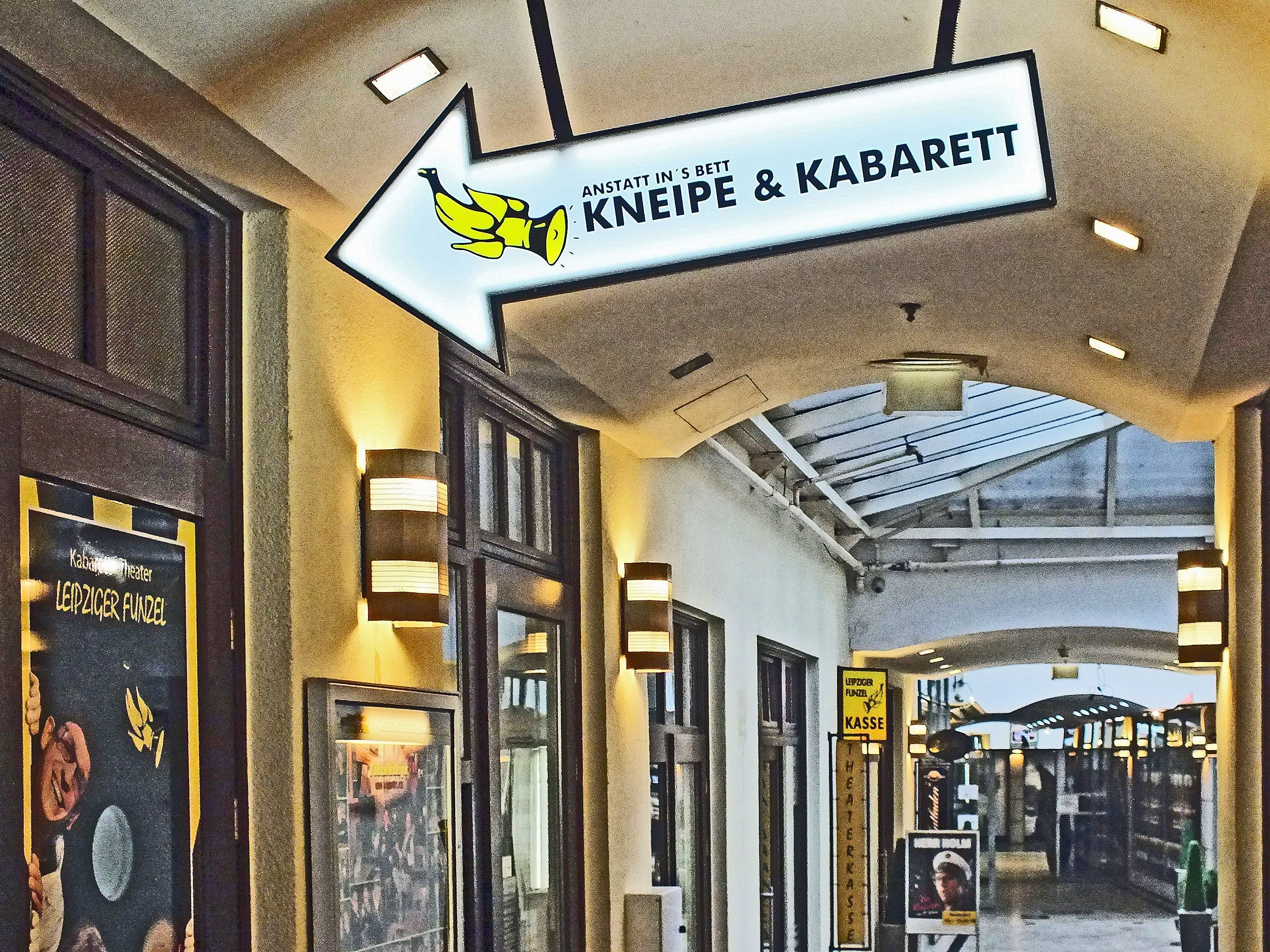
Bereich des Kabaretts Leipziger Funzel in der Strohsackpassage (2018)

Leipziger Funzel (vollständig: Kabarett-Theater Leipziger Funzel, kurz: Die Funzel) war der Name eines Kabaretts in Leipzig.

## Lage und Beschreibung
Das Kabarett befand sich in der Strohsack-Passage, die zwischen der Nikolaistraße 10 und der Ritterstraße 7 verläuft, und damit in zentraler Lage. Die ca. 400 m² der Einrichtung verteilten sich zu zwei Dritteln auf den Saal mit der Bühne und 154 Plätzen an Tischen sowie zu einem Drittel auf den rein gastronomischen Bereich (Theaterkneipe).
Das Ensemble der Leipziger Funzel bestand zuletzt neben Thorsten Wolf als Direktor aus Katherina Brey, Bernd Herold, Sabine Kühne-Londa sowie Helge Nitzschke am Piano. Außer dem eigenen Ensemble traten auch Gäste in der Funzel auf. Dazu gehörten unter anderem Tom Pauls, Hans Werner Olm, Lothar Bölck und Karl Dall.
2023 hatte die Funzel 14 Programme auf dem Spielplan:
- Augen auf und durchgelacht!
- Der helle Wahnsinn – Glotze total
- Vorsicht Lachsalve
- Auf die Schenkel fertig los!
- Lachen bis der Arzt kommt
- Wer zuerst lacht, lacht am längsten
- Gnadenlos durchgelacht
- Das Beste kommt zum Schuss
- Freude schöner Spötterfunken
- Durchgelacht bis in die Nacht!
- Männer, Mädels und Moneten – Ein Liebesaben(d)teuer
- Das Nachtbonbon:  Küsse, Schüsse, Lustballaden
- Das Nachtbonbon: Mitternachts-Sp(r)itzen
- Das Nachtbonbon: Aber bitte mit Sahne

## Geschichte
1976 fanden sich einige junge Angehörige des Bau- und Montagekombinats Süd in Leipzig zu einer betrieblichen Kabarettgruppe „Die Büroklammer“ zusammen und traten bei Betriebs- und Volksfesten auf. Um die Verbindung zu ihrem Trägerbetrieb deutlicher zum Ausdruck zu bringen, nannten sie sich ab 1979 „Baufunzel“. Die Zahl der Vorstellungen pro Jahr lag bei etwa 20. Bei innerbetrieblichen und übergeordneten Vergleichen wurden vordere Plätze erreicht. Insgesamt viermal wurde dem Kabarett der Titel Hervorragendes Volkskunstkollektiv der DDR verliehen

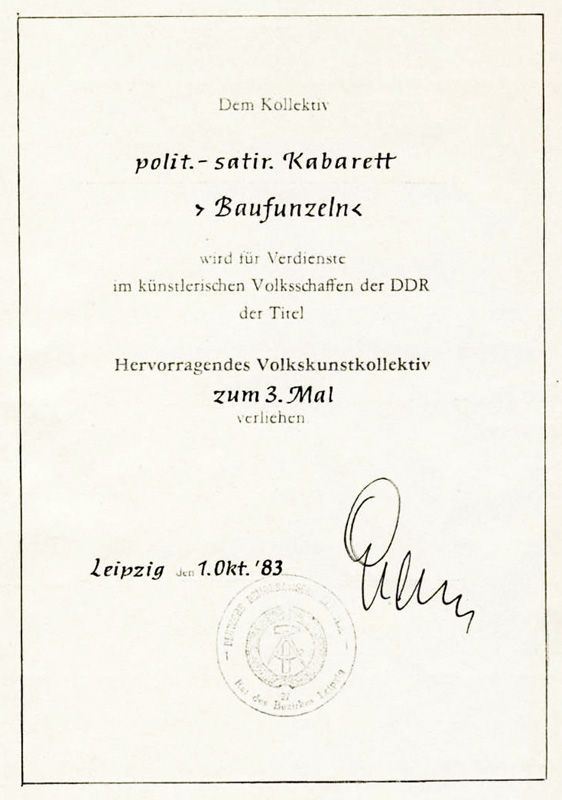
Auszeichnungsurkunde als Hervorragendes Volkskunstkollektiv 1983

1983 stieß Torsten Wolf zu dem Ensemble und übernahm 1985 dessen Leitung. Von nun an ging das Kabarett mehr und mehr in die Öffentlichkeit und gewann an Medienwirksamkeit. Die künstlerische Leitung der Baufunzel lag ab 1984 in den Händen des freiberuflichen Texters, Komponisten und Regisseurs Leo Spiegel. 1987 wurden mit der Stadt Verträge über zwei Spielstätten abgeschlossen: Klub Nelke im Nelkenweg  als Hauptspielstätte und Klubhaus Freundschaft in der Karl-Heine-Straße (Villa Sack).
Mit der Wende drängte die Baufunzel auf Eigenständigkeit und freiberufliche Tätigkeit. Diese wurde im April 1990 vom Rat des Bezirkes bestätigt. Damit war der Amateurstatus beendet. Nun wurde im  Mai 1990 aus der Baufunzel der selbständige Betrieb Kabarett-Theater Leipziger Funzel. Im September 1990 hatte das Programm „Mein Leipzig lob ich mir“ Premiere. Nun folgten auch Tourneen ins Ausland. Mit Fertigstellung der Strohsackpassage 1997 bezog die Leipziger Funzel ihre eigene Spielstätte. Im Jahr 2008 begann die Leipziger Funzel mit ihren Sommergastspielen im Leipziger Zoo.
Im September 2023 gab der Direktor der Leipziger Funzel das Aus des Kabaretts für Ende Oktober 2023 bekannt, das er mit der Wandlung der Kulturlandschaft und der Änderung des Freizeitverhaltens der Bevölkerung begründete. Am 28. Oktober 2023 fand mit dem Programm Gnadenlos durchgelacht die letzte Vorstellung statt.